# Metropolitanato de Dardanelos y Lámpsaco

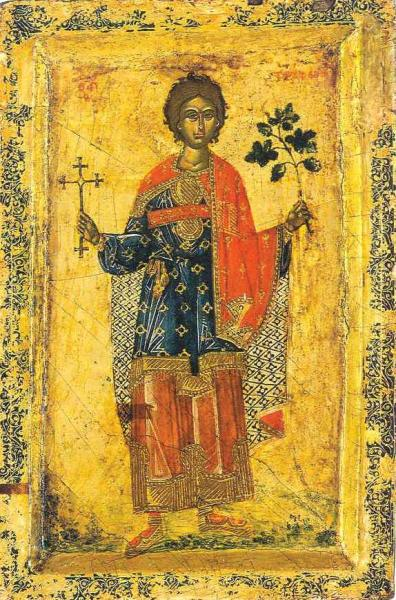
San Trifón.

El metropolitanato de Dardanelos y Lámpsaco (en griego: Ιερά Μητρόπολη Δαρδανελίων και Λαμψάκου) es una diócesis vacante de la Iglesia ortodoxa perteneciente al patriarcado de Constantinopla, cuya sede estaba en Çanakkale en Turquía. Su titular llevaba el título de metropolitano de Dardanelos y Lámpsaco, el más honorable ('hipertimos') y exarca de todo el Helesponto (en griego: Ο Δαρδανελίων και Λαμψάκου, υπέρτιμος και έξαρχος παντός Ελλησπόντου). Dardanelos y Lámpsaco fueron antiguas diócesis de la provincia romana de Helesponto en la diócesis civil del Ponto y en el patriarcado de Constantinopla. 

## Territorio
El territorio del metropolitanato se encuentra en la provincia de Çanakkale. El área del metropolitanato limita al norte con el mar de Mármara y con el estrecho de los Dardanelos; al este con el metropolitanato de Cícico; al sur con el Metropolitanato de Pérgamo y Adramitio; y al oeste con el mar Egeo.
Además de Çanakkale y de Lâpseki (la actual Lámpsaco), otras localidades del metropolitanato son Biga, Ezine y Ayvacık.

## Historia
La antigua Dardano corresponde a la aldea de Maltepe en lo que hoy es Çanakkale (llamada antes Dardanelos).  
El Concilio de Nicea I en 325 aprobó la ya existente organización eclesiástica según la cual el obispo de la capital de una provincia romana (el obispo metropolitano) tenía cierta autoridad sobre los otros obispos de la provincia (sufragáneos), utilizando por primera vez en sus cánones 4 y 6 el nombre metropolitano. Quedó así reconocido el metropolitanato de Cícico en la provincia romana de Helesponto. No hay constancia de que las diócesis de Dardanelos y de Lámpsaco existieran entonces, pero se cree que sí. El canon 6 reconoció las antiguas costumbres de jurisdicción de los obispos de Alejandría, Roma y Antioquía sobre sus provincias, aunque no mencionó a Éfeso, su metropolitano también encabezaba de la misma manera a los obispos de la diócesis civil de Asia como exarca de Asia. Entre las metrópolis sobre las que Éfeso ejerció la primacía de honor estaba la de Cícico. El canon 28 del Concilio de Calcedonia en 451 pasó al patriarca de Constantinopla las prerrogativas del exarca de Asia, por lo que el metropolitanato de Cícico pasó a ser parte del patriarcado, junto con sus diócesis sufragáneas, entre ellas Dardanelos y Lámpsaco.
Como primer obispo de la diócesis de Dardanelos Lequien indica a Pablo, que habría participado en el Concilio de Éfeso en 431, en realidad este obispo no pertenecía a Dardanelos, sino a la diócesis de Daldis. El primer obispo conocido de Dardanelos es Pedro, documentado en dos ocasiones: participó en el Concilio de Calcedonia en 451 y firmó en 458 la carta de los obispos de Helesponto al emperador León I tras el asesinato de Proterio de Alejandría. Foca firmó la petición enviada por el sínodo permanente de Constantinopla el 20 de julio de 518 al patriarca Juan II para romper sus relaciones con Severo de Antioquía y restaurar la fe de Calcedonia. El mismo prelado, el 9 de septiembre de 520 firmó la carta que diez metropolitanos y diez obispos, reunidos en el sínodo en Constantinopla, enviaron al papa Hormisdas para anunciar la muerte del patriarca Juan y la elección de su sucesor Epifanio. Estrategio participó en el Concilio de Nicea II en 787. Juan participó en el Concilio de Constantinopla en 879-880 que rehabilitó al patriarca Focio. La sigilografía finalmente devolvió el nombre del obispo Sotérico, que vivió entre los siglos XI y XII.
Las diócesis de Dardanelos y de Lámpsaco están documentadas en las Notitiae Episcopatuum del patriarcado de Constantinopla hasta el siglo XII.

Según los relatos hagiográficos, el mártir san Trifón era originario de Lámpsaco, quien habría sufrido la decapitación de Nicea en 250. El primer obispo conocido de esta sede es san Partenio, que vivió en la primera mitad del siglo IV. El sucesor inmediato de Partenio fue Marciano, quien probablemente ocupó la sede de Lámpsaco cuando tuvo lugar un sínodo importante de obispos en la ciudad en 364, que encaja en el contexto de controversias teológicas posteriores al Concilio de Nicea I. El propio Marciano participó en el Concilio de Constantinopla I en 381, pero debido a sus posiciones heterodoxas, pronto abandonó la asamblea ecuménica y su nombre no aparece en las listas de las presencias del concilio. Los siguientes obispos son conocidos en el primer milenio cristiano: Daniel, quien participó en el Concilio de Calcedonia en 451; Armonio, quien firmó en 458 la carta de los obispos de Helesponto al emperador León después de la muerte de Proterio de Alejandría; Constantino, quien participó en el Concilio de Constantinopla III en 680; Juan, que asistió al Concilio de Nicea II en 787. A estos obispos, documentados por los concilios de la antigüedad, se agregan tres obispos. 
En 1847 se descubrió una serie de objetos preciosos en Lámpsaco, incluidas ocho cucharas de plata con el grabado del monograma del obispo Andrés, el probable obispo de Lámpsaco, a menos que estas joyas y objetos preciosos fueran parte de un botín de otros lugares. Durante la lucha iconoclasta, el obispo Eusquemone se distinguió, venerado como un santo por su oposición a la prohibición del culto a las imágenes. Finalmente, la sigilografía devolvió los nombres de los obispos Niceto y Tomás, que vivieron entre los siglos X y XII.
La región de Dardanelos y de Lámpsaco fue ocupada por los selyúcidas en 1310 y después por los otomanos circa 1360, probablemente las diócesis desaparecieron en ese momento y para 1400 ya no existían y sus territorios eran parte del metropolitanato de Cícico.
El 5 de marzo de 1913 el patriarcado de Constantinopla restauró las diócesis de Dardanelos y de Lámpsaco unidas bajo el nombre de metropolitanato de Dardanelos y Lámpsaco. Sin embargo, esta nueva institución fue de corta duración. El área fue ocupada por el ejército británico el 26 de octubre de 1918, retornando al control turco el 9 de septiembre de 1922. Después de la guerra entre Grecia y Turquía y el intercambio de poblaciones entre los dos países firmado en el Tratado de Lausana en 1923, no quedaron cristianos ortodoxos en el territorio de la sede metropolitana, que de hecho ya no existe.

## Cronología de los obispos

### Obispos de Dardanelos
- Pedro † (antes de 451-después de 458)
- Foca † (antes de 518-después de 520)
- Estrategio † (mencionado en 787)
- Juan † (mencionado en 879)
- Sotérico † (circa siglo XI/siglo XII)

### Obispos de Lámpsaco
- San Partenio † (después de 325-antes de 364)
- Marciano † (antes de 364-después de 381)
- Daniel † (mencionado en 451)
- Armonio † (mencionado en 458)
- Andrés? † (circa 550/650)
- Constantino † (mencionado en 680)
- Juan † (mencionado en 787)
- San Eusquemone † (siglo IX)[19]
- Niceto † (circa siglo X-siglo XI)
- Tomás † (circa siglo XI-siglo XII)

### Obispos de Dardanelos y Lámpsaco
- Ireneo Papamihail † (10 de marzo de 1913-10 de febrero de 1922) (trasladado al metropolitanato de Elasson)
- Cirilo Afendoulidis † (22 de febrero de 1922-16 de octubre de 1924) (trasladado al metropolitanato de Nigrita)
- Ireneo Papamihail † (16 de octubre de 1924-10 de abril de 1926) (por segunda vez) (trasladado al metropolitanato de Samos)
  - Sede vacante (1926-1997)
- Antonio Geryanakis † (24 de noviembre de 1997-20 de diciembre de 2002) (trasladado al metropolitanato de San Francisco)
- Niceto Lulias	(29 de agosto de 2007-12 de junio de 2019) (trasladado a Gran Bretaña)